# 喋るズ
『喋るズ』（しゃべるず）は、TOKYO FMのラジオ番組。

## 概要
TOKYO FMが立ち上げる“FM✕芸人ラジオ”の新たなコンテンツレーベルとしてスタートする番組で、曜日ごとに異なるパーソナリティを起用しグループの垣根を超えたコンビや、“芸人×FM”でしか聴けないトークを展開する。

## 出演者と番組内容
下記番組はいずれもウェブブラウザまたはスマートフォン・タブレット・スマートテレビなどのアプリを介して「radiko」（無料のリアルタイムまたはタイムフリー）・「radikoプレミアム」（有料のエリアフリー）から聴取可能。
月曜日：エフエムレインボー
パーソナリティ：レインボー（ジャンボたかお・池田直人）
火曜日：橋本・奥田の銀銀学学
パーソナリティ：橋本直（銀シャリ）・奥田修二（ガクテンソク）
水曜日：リリー・嶋佐のソプラノC
パーソナリティ：リリー（見取り図）・嶋佐和也（ニューヨーク）
木曜日：トーキョー・エフエムロヒー
パーソナリティ：ヒコロヒー
2024年12月まで単独番組として放送。

## 番組イベント
2025年9月27日に番組初のイベントとして、「喋るズ 全員集合SP　橋本直生誕祭〜まわす奥田に、リリー&嶋佐が乾杯し、ヒコロヒーが華添えて、レインボーが抱きしめる～」がルミネtheよしもとで開催予定。